# Wilson Fittipaldi Júnior
Wilson Fittipaldi Júnior, brazilski dirkač Formule 1, * 25. december 1943, São Paulo, † 23. februar 2024, São Paulo.

## Življenjepis
Bil je starejši brat dvakratnega prvaka Formule 1 Emersona Fittipaldija. Debitiral je v sezoni 1972, ko se mu ni uspelo uvrstiti med dobitnike točk. To mu je v karieri uspelo dvakrat v naslednji sezoni 1973, s šestim mestom na prvi dirki sezone za Veliko nagrado Argentine in petim mestom na dirki za Veliko nagrado Nemčije. Nastopal je še v sezoni 1975, toda brez večjih uspehov, nato pa se je upokojil kot dirkač.

## Popolni rezultati Formule 1
(legenda) (odebeljene dirke pomenijo najboljši štartni položaj, poševne pa najhitrejši krog, †-uvrščen kljub odstopu)
| Leto | Moštvo                    | Šasija          | Motor                | 1       | 2       | 3       | 4       | 5       | 6      | 7       | 8      | 9       | 10      | 11      | 12      | 13      | 14     | 15     | Prv | Toč |
| ---- | ------------------------- | --------------- | -------------------- | ------- | ------- | ------- | ------- | ------- | ------ | ------- | ------ | ------- | ------- | ------- | ------- | ------- | ------ | ------ | --- | --- |
| 1972 | Motor Racing Developments | Brabham BT33    | Ford Cosworth DFV V8 | ARG     | JAR     | ŠPA 7   | MON 9   |         |        |         |        |         |         |         |         |         |        |        | NC  | 0   |
| 1972 | Motor Racing Developments | Brabham BT34    | Ford Cosworth DFV V8 |         |         |         |         | BEL Ret | FRA 8  | VB 12   | NEM 7  | AVT Ret | ITA Ret | KAN Ret | ZDA Ret |         |        |        | NC  | 0   |
| 1973 | Motor Racing Developments | Brabham BT37    | Ford Cosworth DFV V8 | ARG 6   | BRA Ret | JAR Ret |         |         |        |         |        |         |         |         |         |         |        |        | 15. | 3   |
| 1973 | Motor Racing Developments | Brabham BT42    | Ford Cosworth DFV V8 |         |         |         | ŠPA 10  | BEL Ret | MON 11 | ŠVE Ret | FRA 16 | VB Ret  | NIZ Ret | NEM 5   | AVT Ret | ITA Ret | KAN 11 | ZDA 17 | 15. | 3   |
| 1975 | Copersucar                | Fittipaldi FD01 | Ford Cosworth DFV V8 | ARG Ret |         |         |         |         |        |         |        |         |         |         |         |         |        |        | NC  | 0   |
| 1975 | Copersucar                | Fittipaldi FD02 | Ford Cosworth DFV V8 |         | BRA 13  | JAR DNQ | ŠPA Ret | MON DNQ | BEL 12 | ŠVE 17  |        |         |         |         |         |         |        |        | NC  | 0   |
| 1975 | Copersucar                | Fittipaldi FD03 | Ford Cosworth DFV V8 |         |         |         |         |         |        |         | NIZ 11 | FRA Ret | VB 19   | NEM Ret | AVT DNQ | ITA     | ZDA 10 |        | NC  | 0   |